# XIV. Erik svéd király
XIV. Erik (Stockholm, 1533. december 13. – Örbyhus, 1577. február 26.) Svédország királya 1560 és 1568 között. I. Gusztáv fia.

## Gyermekkora
Erik kétéves volt, amikor édesanyja meghalt. Nevelőanyjához, Margareta Leijonhuvudhöz (Oroszlánfejű Margit) különösen feszült viszony fűzte, mivel Erik Margit elsőszülöttjét megelőzte a trónkövetésben.
Eriknek francia és német magántanárai voltak, akiktől a kor szintjén mérve széles körű ismereteket sajátított el. Nyilvánosságra lépésekor azonnal a „kiválasztott királyként” jelölték meg. 
1557-ben megkapta Kalmar és Kronoberg tartományokat (län), valamint Ölandot. Ezután Erik Kalmar városában rendezte be udvarát. 
Ebben az időszakban édesapjához is feszült viszony fűzte, akivel kölcsönösen kémkedtek egymás után. Különösképp Erik választása feleségét illetően zavarta Gusztáv királyt. Erik tervezte, hogy feleségül veszi az angol királynőt, a későbbi I. Erzsébetet. Az ifjú herceg már az utazását is megtervezte Angliába, azonban apja 1560. szeptember 29-i halála meggátolta ebben. 
Egyes beszámolók szerint Gusztáv király nem volt meggyőződve róla, hogy fiára hagyja a trónt, vagy inkább börtönbe vesse a herceget.

## Uralkodása
1560-as trónra lépése után Erik igyekezett hatalmát stabilizálni, különösen fivéreivel szemben, akik bár nagy hercegségeket kaptak, de hatalmukat királyként nem tudták elismertetni. 1561. június 29-i koronázása után Erik törvényekben korlátozta a hercegek politikai hatalmát. János nevű testvérével szemben, aki Finnország hercege volt, jelentős taktikai előnyre tett szert Reval (ma: Tallinn) városának védelmével, illetve hadjárataival Észtországban. 
János ezután Lengyelországból kért segítséget. Szövetségének megerősítésére feleségül vette Jagelló Katalint (Katharina Jagiellonica), és jelentős pénzösszegért cserébe területeket kapott Livóniában. Ezek földrajzi helyzete gátolta Eriket a terjeszkedésben. Amikor János herceg 1563-ban visszatért Turku városába, Erik döntésre szólította fel. Jánosnak választania kellett Lengyelország és Svédország között. János kitérő választ adott, azonban egyik kísérőjének kijelentései elegendőek voltak ahhoz, hogy Jánost Erik felségárulással vádolja meg (1563. április 23.). A birodalmi gyűlés halálra ítélte a herceget, de elfogása után az ítéletet enyhítették, és a gripsholmi kastély tömlöcébe vetették.
A testvérháború alatt Erik belekeveredett a háromkorona-háborúba (1563–1570) is Dániával és a német Hanza-szövetséggel szemben. Erik személyesen részt vett a csatákban, azonban nem sikerült hősként, vagy nagy hadvezérként bemutatkoznia. Ez, valamint más tehetséges hadvezérek hiánya vezetett oda, hogy a háború Svédország szempontjából kedvezőtlen fordulatokat vett. Erik flottája azonban jelentős sikereket ért el. 
A háború fáradalmai, a folyamatos belpolitikai viták, valamint a sikertelen házassági törekvések kimerítették Eriket, így a nemesség 1568-as felkelését nem tudta elfojtani. Ugyanezen év szeptember 29-én fivére, János, aki egy évvel korábban szabadult börtönéből, foglyul ejtette Eriket.
Erik 1577. február 26-án halt meg az örbyhusi kastélyban. Feltehetőleg megmérgezték. Sírja a västeråsi székesegyházban található és meglátogatható.

## Családja
Erik 1568-ban feleségül vette Karin Månsdottert (1550. november 6. – 1612. szeptember 13.), akitől az alábbi gyermekei születtek:
- Sigrid (1566. október 15. – 1633. április 24.)
- Gusztáv (1568. január 28. – 1607. február 22.)
- Henrik (1570. január 24. – 1574)
- Arnold (1572. november 1. – 1573)

Ezen kívül született 3 törvénytelen gyermeke: 
- Virginia (1559. január 1. – 1633)
- Konstantina (1560. június 14. – 1649. január 24.)
- Lukrécia (? – 1564. január 4.)

## Fordítás
- Ez a szócikk részben vagy egészben  az   Erik XIV. (Schweden) című német Wikipédia-szócikk ezen változatának fordításán alapul.  Az eredeti cikk szerkesztőit annak laptörténete sorolja fel. Ez a jelzés csupán a megfogalmazás eredetét és a szerzői jogokat jelzi, nem szolgál a cikkben szereplő információk forrásmegjelöléseként.

| Előző uralkodó: I. Gusztáv | Svédország uralkodója 1560–1568 Vasa-ház | Következő uralkodó: III. János |